# ランドフローラ
株式会社ランドフローラ（Landflora Co.,Ltd）は、東京都世田谷区に本社を置き、フラワーショップの運営や造園業などを手掛ける企業。日比谷花壇の100%子会社。旧社名は株式会社小田急ランドフローラ。

## 概要
小田急電鉄沿線にて「Hibiya-Kadan Style」「Reconnel（ルコネル）」の名前でフラワーショップを展開している他、ブライダルなどの装飾、造園などを手掛けている。また、神奈川県公園協会と共同で、恩賜箱根公園の指定管理者となっている。かつては向ヶ丘遊園にあったばら苑の管理も手掛けていた。
小田急電鉄と日比谷花壇は、2019年1月18日に、小田急電鉄が保有する小田急ランドフローラ全株式を日比谷花壇へ譲渡することで合意。小田急ランドフローラ全株式は、同年3月29日に日比谷花壇へ譲渡されたと同時に、商号を株式会社ランドフローラに変更した。小田急グループは、1950年の豆電車（稲田登戸駅〜遊園地入口駅）営業再開と同時に開始した園芸事業から撤退した。
日比谷花壇の完全子会社化後も、小田急線沿線の各駅の緑地管理を行うなど、小田急グループとの協力関係は維持されている。

## 沿革
- 1998年2月2日 - 小田急電鉄グリーン事業部を分社化する形で株式会社小田急ランドフローラとして設立。
- 1999年3月8日 - 本社を世田谷区千歳台へ移転。
- 2009年4月1日 - 公園指定管理事業を開始。
- 2019年3月29日 - 株式譲渡に伴い、日比谷花壇の完全子会社となる。同時に商号を株式会社ランドフローラへ変更。

## フラワーショップ
- 「HIBIYA-KADAN」「Hibiya-Kadan Style」（「小田急フローリスト」からブランド変更）「Reconnel（ルコネル）」の店舗名で、小田急電鉄沿線を中心に19店舗を展開している。詳細はフラワーショップを参照。

- 「HIBIYA-KADAN」

```
*新宿小田急エース店
```

- 「Hibiya-Kadan Style」

```
*小田急新宿西口店
*アコルデ代々木上原店
*経堂コルティ店
*新百合ヶ丘エルミロード店
*小田急マルシェ多摩センター店
*小田急鶴川店
*小田急マルシェ玉川学園店
*小田急町田店
*相模大野ステーションスクエア店
*ラクアル･オダサガ店
*小田急マルシェ相武台店
*小田急マルシェ海老名店
*本厚木ミロードイースト店
*大和プロス店
```

- 「Reconnel」

```
*新宿ミロード店
*小田急マルシェ新宿店
*シモキタエキウエ店
*小田急アコルデ新百合ヶ丘北口店
```